# Václav Vačkář

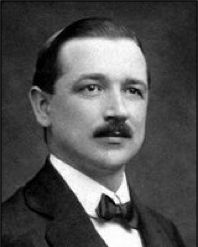
Václav Vačkář voor 1930

Václav Vačkář (Dobřejovice, Bohemen, 12 augustus 1881  – Praag, 4 februari 1954) was een Tsjechisch componist en dirigent.

## Levensloop
Zijn leraren ontdekten het muzikale talent van Vačkář. Op 13-jarige leeftijd speelde hij al viool en flügelhoorn in de plaatselijke harmonie. Omdat de financiële mogelijkheden van de familie erg beperkt waren, kon hij niet gaan studeren. Hij benutte een muzikale opleiding bij het leger. Hij werd na drie jaar hard werken echter niet opgenomen in de militaire kapel, omdat hij een disfunctie van het gehoor had. Zo werd hij lid in een orkest in Rusland. In 1900 kwam hij terug en werd dirigent van het theater orkest van Josef Faltys. In 1903 werd hij solist en tweede dirigent van het stedelijk harmonieorkest van Šibenik in het toenmalige kroonland Dalmatië. Een jaar later was hij dirigent van een harmonieorkest op het eiland Korčula, Kroatië. In Dalmatië werd ook zijn zoon Dalibor Vačkář geboren, die naar zijn muziekstudie als filmcomponist en componist van symfonische en kamermuziekwerken bekend werd.
Van 1908 tot 1912 was Václav Vačkář dirigent van de stedelijke harmonie Boskovice, Moravië. Tijdens deze vier jaren leerde hij de volksmuziek van Zuid-Moravië kennen. De meeste werken die wij van hem kennen, schreef hij voor het harmonieorkest.
Naar een kort engagement aan het theater van Kraków, nu de hoofdstad van het woiwodschap Klein-Polen, vertrok hij 1913 uiteindelijk naar Praag. Hij speelde viool en later solo trompet in de befaamde Tsjechische Philharmonie. In 1919 werd hij op uitnodiging van Otakar Odstrčil lid van het Vinohrady Theater (orchestru Vinohradského divadla). Twee jaar later is hij lid van het Šak's Philharmonisch Orkest (Šakovy filharmonie). Later werd hij dirigent van een harmonieorkest, dat in de Alma en Minuta bioscopen in Praag spelde. Nadat rond 1930 de tijd van de stomme films voorbij was, concentreerde hij zich op het componeren en organiseren van de administratie van zijn werk. Hij schreef in het total 332 werken, die meestal in verschillende uitgeverijen gedrukt werden.
Samen met zijn zoon Dalibor schreef hij een boek Instrumentatie voor symfonieorkest en harmonieorkest. Sinds 1993 werd jaarlijks een festival Vačkárův Zbiroh gehouden, waar zich internationale harmonieorkesten een concours stelden.

## Composities

### Werken voor orkest
- Vzpomínkou na Zbiroh (Herinneringen aan Zbiroh), serenade voor viool en orkest

### Werken voor harmonieorkest
- Až budeš moji, tango
- Bylo to v måjí, wals
- Dobřejovická polka
- Foxtrot
- Láska pastevcova, polka
- Okolo Hradce (Rond om Hradec), mars
- Osvobození (Bevrijding), mars
- Pozdrav posluchačům
- Primo hled (Immer geraduit), mars
- Probuzení (De Boerenjong), mars
- Psoć máme si lhát, tango
- Riviéra, mars
- Sen lásky (liefdes droom), wals
- Slovácké tanec (Zuid-Moravische dans) no. 1
- Směs pochodů
- Snad dnes jiz, snad zitra (Misschien vandaag, misschien morgen), mars
- Šohaj, mars
- Sto a lepší sedma, polka
- Staropražská a jiné, polka
- Tempo
- Tři bratři
- V té čiši vína, tango
- V zeleném háječku
- Ve snách
- Večer na moři (Avond aan de Zee), wals
- Vitezny Navrat, mars
- Vzpomínka na F. Kmocha, mars
- Vzpomínkou na Zbiroh (Herinneringen aan Zbiroh), serenade voor flügelhoorn en harmonieorkest
- Zva lásku tvou, tango